# Telphusa nigrimaculata
Telphusa nigrimaculata is een vlinder uit de familie van de tastermotten (Gelechiidae). De wetenschappelijke naam van de soort is voor het eerst geldig gepubliceerd in 1923 door Annette F. Braun.